# Angle Vale
Angle Vale är en del av en befolkad plats i Australien. Den ligger i kommunen Playford och delstaten South Australia, omkring 32 kilometer norr om delstatshuvudstaden Adelaide.
Närmaste större samhälle är Gawler, omkring 10 kilometer nordost om Angle Vale.
Trakten runt Angle Vale består till största delen av jordbruksmark. Runt Angle Vale är det ganska tätbefolkat, med 111 invånare per kvadratkilometer. Genomsnittlig årsnederbörd är 593 millimeter. Den regnigaste månaden är juli, med i genomsnitt 95 mm nederbörd, och den torraste är december, med 13 mm nederbörd.